# Parodon suborbitalis
Parodon suborbitalis är en fiskart som beskrevs av Valenciennes, 1850. Parodon suborbitalis ingår i släktet Parodon och familjen Parodontidae. Inga underarter finns listade i Catalogue of Life.